# فلويلا شفارزون
فلويلا شفارزون (بالإنجليزية: Flüela Schwarzhorn)‏ هو أحد جبال سلسلة جبال الألب ألبولا وجزء من القمة الأم بيز كيتش يقع في كانتون غراوبوندن، سويسرا. يبلغ ارتفاع الجبل حوالي 3146 متر، بينما يبلغ ارتفاع نتوء الجبل 609 متر.